# Bisbat de Macao
El bisbat de Macao (xinès: 天主教澳門教區; llatí: Dioecesis Macaonensis) és una seu de l'Església catòlica a la Xina, immediatament subjecta a la Santa Seu. Al 2016 tenia 30.314 batejats d'un total de 646.800 habitants. Actualment està regida pel bisbe Stephen Lee Bun Sang.

## Territori
La diòcesi comprèn la ciutat de Macao, on es troba la catedral de la Nativitat de la Mare de Déu, així com l'antiga catedral de Sant Llàtzer. El territori s'estén sobre 19 km² i està dividit en nou parròquies.

## Història
El primer bisbe que va visitar Macau va ser el jesuïta Melchior Miguel Carneiro Leitão, arquebisbe titular de Nicea i coadjutor del Patriarcat llatí d'Etiòpia, que hi va arribar el juny de 1568 seguint instruccions que Pius V havia donat amb el breu Ex Litteris carissimis. Va tenir el càrrec d'administrador apostòlic a la regió fins a l'arribada de Leonardo de Sá el 1581.
La diòcesi va ser erigida el 23 de gener de 1576 amb la butlla Super specula del papa Gregori XIII, obtenint el territori de la diòcesi de Malacca (avui arquebisbat de Singapur). Inicialment va ser sufragània de l'arxidiòcesi de Goa (avui arxidiòcesi de Goa i Damão) i s'estenia per un territori molt gran, que incloïa Xina, Japó i Tonquín.
El 19 de febrer de 1588 va cedir una part del seu territori en benefici de l'erecció de la diòcesi de Funay, que va estendre la seva jurisdicció sobre tot el Japó.
El 9 de setembre de 1659 va cedir una altra porció de territori en benefici de l'erecció del vicariat apostòlic de Tonkin (avui arxidiòcesi de Hanoi).
El mateix any 1659 va cedir una part més de territori en benefici de l'erecció del vicariat apostòlic de Nanquín (avui arxidiòcesi). La cessió va ser confirmada el 10 d'abril de 1690, data en què es van erigir les diòcesis de Nanquín i Pequín (actual arxidiòcesi).
L'11 de maig de 1848, cedeix de nou una part del territori en benefici de l'erecció del vicariat apostòlic de Guangdong-Guangxi (avui arquebisbat de Guangzhou).
El 4 de setembre de 1940 va cedir a més una part del territori en benefici de l'erecció de la diòcesi de Dili (ara arxidiòcesi).
L'1 de gener de 1976, en virtut de la butlla Ad nominum del papa Pau VI, esdevingué diòcesi immediatament subjecta a la Santa Seu.
En virtut del concordat entre la Santa Seu i Portugal de 1886, les parròquies de Sant Pere a Malaca i Sant Josep de Singapur van estar sotmeses a la jurisdicció dels bisbes de Macau fins al 1981, quan van passar respectivament a la diòcesi de Malaca-Johore (avui Melaka-Johor) i l'arxidiòcesi de Singapur.

## Cronologia episcopal
- Diego Nunes de Figueira † (26 de gener de 1576 - 27 d'octubre de 1578 renuncià) (bisbe electe)

- Leonardo Fernandes de Sá, O.Cist. † (27 d'octubre de 1578 - 15 de setembre de 1597 mort)
  - Sede vacante (1597-1604)
- João Pinto da Piedade, O.P. † (30 d'agost de 1604 - 26 d'agost de 1624 renuncià)
  - Sede vacante (1624-1690)
  - Diego Correia Valente, S.I. † (27 d'agost de 1626 - 28 d'octubre de 1633 mort) (administrador apostòlic)
- João de Casal † (10 d'abril de 1690 - 20 de setembre de 1735 mort)
- Eugénio Trigueiros, O.E.S.A. † (20 de setembre de 1735 - 19 de desembre de 1740 nomenat arquebisbe de Goa)
- Hilário de Santa Rosa, O.F.M.Ref. † (19 de desembre de 1740 - 13 de gener de 1753 renuncià)
- Bartolomeu Manoel Mendes dos Reis † (29 de gener de 1753 - 8 de març de 1773 nomenat bisbe de Mariana)
- Alexandre da Silva Pedrosa Guimarães † (8 de març de 1773 - 7 de setembre de 1789 renuncià)
- Marcelino José da Silva † (14 de desembre de 1789 - 16 de setembre de 1802 renuncià)
- Manuel Santo Galdino, O.F.M.Disc. † (20 de desembre de 1802 - 20 d'agost de 1804 nomenat bisbe coadjutor di Goa)
- Francisco Chachim, O.F.M.Disc. † (20 d'agost de 1804 - 31 de gener de 1828 mort)
  - Sede vacante (1828-1843)
- Nicolaus Rodrigues Pereira de Borja, C.M. † (19 de juny de 1843 - 28 de març de 1845 mort)
- Jerónimo José de Mata, C.M. † (28 de març de 1845 - 25 de setembre de 1862 renuncià)
- João Pereira Bothelho de Amaral y Pimentel † (8 de gener de 1866 - 22 de desembre de 1871 nomenat bisbe d'Angra)
- Manuel Bernardo de Sousa Enes (Ennes) † (15 de juny de 1874 - 9 d'agost de 1883 nomenat bisbe de Bragança i Miranda)
- Antônio Joaquim de Medeiros † (13 de novembre de 1884 - 7 de gener de 1897 mort)
- José Manuel de Carvalho † (19 d'abril de 1897 - 9 de juny de 1902 nomenat bisbe d'Angra)
- João Paulino de Azevedo e Castro † (9 de juny de 1902 - 17 de febrer de 1918 mort)
- José da Costa Nunes † (16 de desembre de 1920 - 11 de desembre de 1940 nomenat arquebisbe de Goa i Damão)
- João de Deus Ramalho, S.I. † (24 de setembre de 1942 - 9 de desembre de 1953 renuncià)
- Policarpo da Costa Vaz † (29 de gener de 1954 - 9 de juliol de 1960 nomenat bisbe de Guarda)
- Paulo José Tavares † (19 d'agost de 1961 - 12 de juny de 1973 mort)
- Arquimínio Rodrigues da Costa † (20 de gener de 1976 - 6 d'octubre de 1988 renuncià)
- Domingos Lam Ka Tseung † (6 d'octubre de 1988 - 30 de juny de 2003 jubilat)
- José Lai Hung-seng (30 de juny de 2003 - 16 de gener de 2016 renuncià)
- Stephen Lee Bun Sang, des del 16 de gener de 2016

## Estadístiques
A finals del 2016, la diòcesi tenia 30.314 batejats sobre una població de 646.800 persones, equivalent al 4,7% del total.
| any  | població | població  | població | sacerdots | sacerdots       | sacerdots       | sacerdots             | diàques | religiosos | religiosos | parroquies |
| ---- | -------- | --------- | -------- | --------- | --------------- | --------------- | --------------------- | ------- | ---------- | ---------- | ---------- |
| any  | batejats | total     | %        | total     | clergat secular | clergat regular | batejats por sacerdot | diàques | homes      | dones      |            |
| 1950 | 23.000   | 4.800.000 | 0,5      | 76        | 46              | 30              | 302                   |         | 47         | 70         | 28         |
| 1970 | 26.000   | 169.299   | 15,4     | 79        | 44              | 35              | 329                   |         | 53         | 209        | 21         |
| 1978 | 39.010   | 300.636   | 13,0     | 73        | 38              | 35              | 534                   |         | 53         | 201        | 8          |
| 1990 | 21.539   | 456.000   | 4,7      | 72        | 38              | 34              | 299                   |         | 47         | 158        | 8          |
| 1999 | 28.015   | 430.500   | 6,5      | 83        | 41              | 42              | 337                   |         | 49         | 179        | 11         |
| 2000 | 29.139   | 438.000   | 6,7      | 87        | 42              | 45              | 334                   |         | 56         | 176        | 6          |
| 2001 | 29.850   | 438.000   | 6,8      | 72        | 27              | 45              | 414                   |         | 62         | 176        | 8          |
| 2002 | 19.903   | 435.000   | 4,6      | 70        | 27              | 43              | 284                   |         | 61         | 183        | 8          |
| 2003 | 18.122   | 441.600   | 4,1      | 76        | 24              | 52              | 238                   |         | 64         | 171        | 8          |
| 2004 | 18.122   | 446.000   | 4,1      | 76        | 24              | 52              | 238                   |         | 62         | 183        | 8          |
| 2013 | 29.611   | 582.000   | 5,1      | 88        | 23              | 65              | 336                   |         | 124        | 188        | 9          |
| 2016 | 30.314   | 646.800   | 4,7      | 69        | 19              | 50              | 439                   |         | 98         | 195        | 9          |